# Kim Raver
Kim Corinna Raver (Nova Iorque, 15 de março de 1969), conhecida pelo nome artístico de Kim Raver, é uma atriz estadunidense.
É mais conhecida pelos papéis televisivos de Kim Zambrano em Third Watch, Audrey Raines em 24 Horas e Dr. Teddy Altman em Grey's Anatomy

## Biografia
Dos 6 anos aos 9, Kim teve um papel regular no seriado infantil de televisão A Vila Sésamo. Depois, ingressou em um teatro "off-Broadway" para crianças. Formou-se em Artes Dramáticas na Universidade de Boston, e continuou estudando teatro em Nova Iorque. Ela fala fluentemente francês e alemão, língua que aprendeu com a sua mãe alemã ainda durante a infância.

## Carreira
No início de sua carreira adulta, ela fez propagandas para Visa e Jeep, e teve sua grande estréia na peça da Broadway Holiday, co-estrelando com Laura Linney e Tony Goldwyn. Ela também apareceu no filme City Hall com Al Pacino e co-estrelou com John Spencer e David Schwimmer a produção Glimmer Brothers, do Festival de Teatro de Williamstown, escrito por Warren Leight.
Principal atuação foi em Grey's Anatomy, onde participou por 3 temporadas (2009-2012). Volta em 2017 para a 14° temporada da série, e em 2018 para 15º temporada, novamente como elenco regular

## Atuações
Participações como regular
- Uma noite no museu - ex-mulher de Larry
- 24 Horas (2005-2007/2014) - Audrey Raines
- Third Watch (1999-2004) - Kim Zambrano (Episódios 1-111)
- Trinity (1998) - Clarissa McCallister
- Lipstick Jungle - (2008-2009) (Nico Reilly)
- Grey's Anatomy (2009-2012/2017-presente) - Dra. Teddy Altman
- Revolution(2012-2013) - Julia Neville
- Lipstick Jungle - Nico Reilly

Participações como convidada
- O Aprendiz (Versão americana 2004) - Ela mesma
- Plantão Médico (2002) - Paramedica Kim Zambrano - Episódio Brothers and Sisters
- Spin City - Jeannie (1997) - Episódio My Life is a Soap Opera
- O Desafio (1997) - Victoria Keenan - Episódios Reasonable Doubts
- Law & Order (1996) - Mrs. Wendy Karmel - Episódio Homesick
- Central Park West (1995) - Deanne Landers - Episódios 1,2, e 3
- Sobrevivente Designado (2016) -  Andrea Frost - 3ª Temporada - 6 episódios